# Bother
«Bother» — второй сингл американской группы Stone Sour с дебютного одноимённого альбома, вышедшего в 2002 году. Изначально песня планировалась как сольная композиция Кори Тейлора, но впоследствии издана под авторством группы. Песня прозвучала в саундтреке к фильму «Человек-паук».

## Список композиций
| №  | Название            | Длительность |
| -- | ------------------- | ------------ |
| 1. | «Bother»            | 3:57         |
| 2. | «Rules of Evidence» | 3:44         |

| №  | Название                        | Длительность |
| -- | ------------------------------- | ------------ |
| 1. | «Bother» (из фильма Spider-Man) | 3:57         |

| №  | Название                 | Длительность |
| -- | ------------------------ | ------------ |
| 1. | «Bother» (Radio Version) | 3:57         |
| 2. | «Bother» (Album Version) | 3:57         |

| №  | Название | Длительность |
| -- | -------- | ------------ |
| 1. | «Bother» | 4:00         |

| №  | Название            | Длительность |
| -- | ------------------- | ------------ |
| 1. | «Bother»            | 3:57         |
| 2. | «Rules of Evidence» | 3:44         |

| №  | Название            | Длительность |
| -- | ------------------- | ------------ |
| 1. | «Bother»            | 3:57         |
| 2. | «Rules of Evidence» | 3:44         |
| 3. | «The Wicked»        | 4:55         |

| №  | Название            | Длительность |
| -- | ------------------- | ------------ |
| 1. | «Bother»            | 3:57         |
| 2. | «Rules of Evidence» | 3:44         |
| 3. | «The Wicked»        | 4:54         |
| 4. | «Bother» (Video)    | 4:06         |

## Видеоклип
Видео показывает Кори Тейлора, стоящего лицом к лицу со своим клоном в большой тёмной комнате. Пока они оба поют, клон Тейлора начинает постепенно стареть, пока не умирает, и клон не рассыпается в прах. А перед перехода третьего куплета идут участники Stone Sour (Джош, Шон, Джоэл и Джим), которые окружают перед двумя Кори Тейлорами. Перед смертью клон оставляет кольцо с Человеком-пауком (изображено на обложке сингла) для настоящего Кори, которое он надевает на палец.

## Позиции чартов
| Chart (2003)                             | Peak position |
| ---------------------------------------- | ------------- |
| Австралия (ARIA)                         | 41            |
| Бельгия/Фландрия (Ultratop 50)           | 42            |
| Нидерланды (Single Top 100)              | 40            |
| Новая Зеландия (Recorded Music NZ)       | 43            |
| UK Singles (The Official Charts Company) | 28            |
| US Billboard Hot 100                     | 56            |
| US Billboard Alternative Songs           | 4             |
| US Billboard Adult Pop Songs             | 27            |
| US Billboard Hot Mainstream Rock Tracks  | 2             |